# Deutsche Lufthansa (Kelet-Németország)

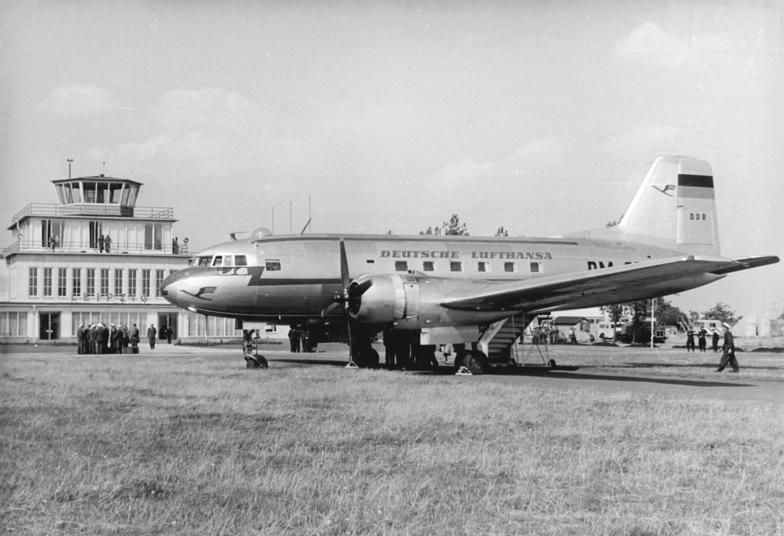
A Deutsche Lufthansa Il–14 repülőgépe (1956)

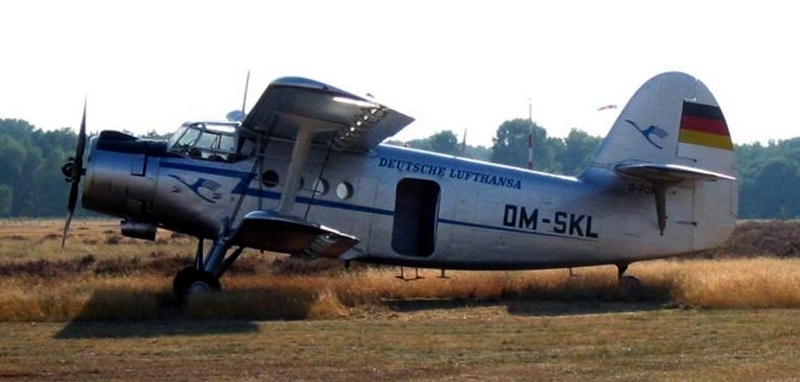
Egy An–2 a Deutsche Lufthansa színeiben

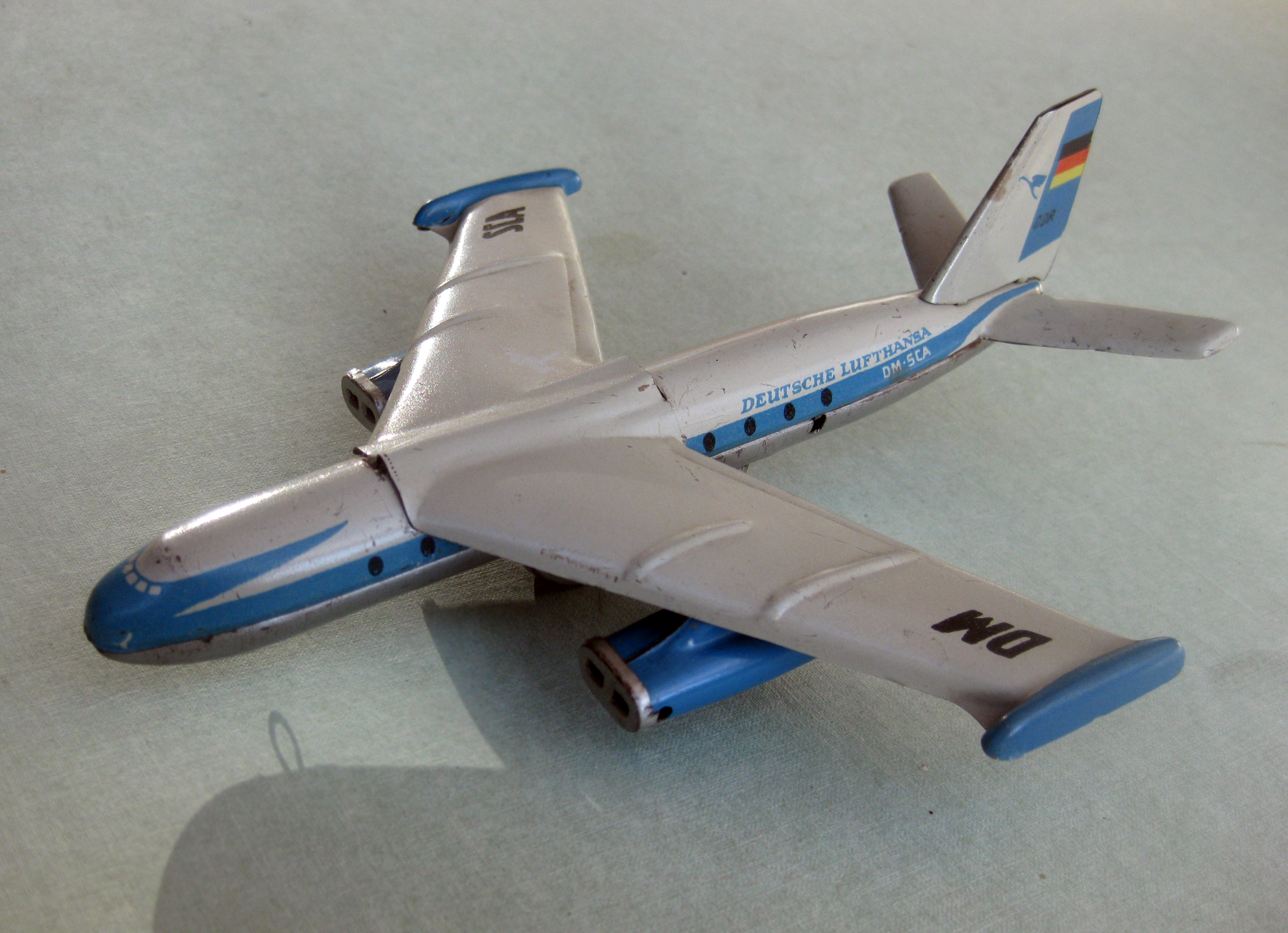
A Baade 152 modellje a keletnémet Lufthansa színeiben

A Deutsche Lufthansa GmbH a Német Demokratikus Köztársaság első nemzeti légitársasága volt. 1955 és 1963 között létezett ezen a néven. Bázisa a kelet-berlini Berlin Schönefeld repülőtér volt. Mivel a Lufthansa névhez való joggal a nyugatnémet Lufthansa rendelkezett, a keletnémet légitársaság a folyamatos jogi nyomás hatására megszűnt, és helyét az Interflug vette át, amely a német újraegyesítésig az ország nemzeti légitársasága volt.

## Története
1955. április 28-án tették közzé az NDK minisztertanácsának a szovjet nagykövetséggel egyetértésben hozott döntését, mely szerint május 1-jei hatállyal nemzeti légitársaságot hoznak létre a keletnémet utas- és teherszállító légiforgalom lebonyolítására. A céget a belügyminisztérium alá rendelték. Az alapításról szóló döntést megelőzte a már 1954 májusa óta kidolgozás alatt álló és 1955. április 27-én aláírt egyezmény Kelet-Németország és a Szovjetunió között, melyben a szovjetek átengedték a kelet-berlini Schönefeld repülőteret a polgári légiforgalom számára, és kijelölték az NDK központi repülőterévé (Schönefeld 1945 óta a Vörös Hadsereg irányítása alatt állt, és az utasszállító járatokat a szovjet Aeroflot üzemeltette). A repülőtér 1955 májusától használatra készen állt. 1955. július 1-jén a Minisztertanács kinevezte a Deutsche Lufthansa első vezetőségét; ez a dátum tekinthető a cég alapításának. A légitársaság az 1926 és 1945 között fennálló német légitársaság, a Deutsche Luft Hansa nevét kapta, annak ellenére, hogy a névhez való jogot már 1954-ben megvásárolta a nyugatnémet Lufthansa.
1955. július 30-án érkezett az új légitársaság első gépe, a DDR-ABA lajstromjelű Il–14 a schönefeldi repülőtérre. Eleinte a teljes flotta ebből a típusból állt és szovjet személyzet üzemeltette; a Lufthansa csak a földi kiszolgálást látta el. 1955. szeptember 16-án került sor az első hivatalos útra a légitársaságnál: a gép az Otto Grotewohl miniszterelnök vezette kormányküldöttséget vitte Moszkvába, egy, a Szovjetunió és az NDK közti egyezség aláírására. 1956. február 4-én indult meg a menetrend szerinti légiforgalom, a Berlin–Varsó útvonalon. Még ugyanebben az évben, február 27-én megindult a közlekedés a Berlin–Lipcse, május 16-án a Berlin–Prága–Budapest–Szófia, május 19-én a Berlin–Prága–Budapest–Bukarest, október 7-én pedig a Berlin–Vilnius–Moszkva vonalon.
1957. március 13-án Gerhard Frieß személyében először repült német pilóta a légitársaság egyik járatán, a Berlin–Moszkva vonalon. Míg az első tizennégy Il–14 gépet még a Szovjetunióból importálták, a tizenötödiket már a drezdai Elbe Flugzeugwerke gyártotta, szovjet licenc alapján. Nem sokon múlt, hogy a Lufthansa német tervezésű gépeket is használatba vegyen, de sem a 152-es, sem a  153-as típus sorozatgyártása nem indult meg, így a légitársaság továbbra is Iljusin gépeket használt. 1960. március 28-án Il–18 repülőgépekkel bővült a flotta. 1962 végén a Lufthansa flottája több mint 26 darab régi Il–14 és öt Il–18 gépből állt.
Tekintve, hogy a nyugatnémet Lufthansa már a keletnémet cég alapítása előtt megvásárolta a „régi Lufthansa” márkanevét és védjegyét, Arthur Pieck már pár hónappal a keletnémet cég alapítása után ellentétes álláspontra helyezkedett Otto Grotewohllal, és kijelentette, hogy „tisztán jogi szempontból abban a helyzetben találtuk magunkat, hogy még a mi saját bíróságaink is meg kellene, hogy tiltsák számunkra a Deutsche Lufthansa név és a stilizált darut ábrázoló logó használatát.” 1958. március 13-án Erich Honecker köre, melyhez Pieck is tartozott, úgy döntött, hogy „vészhelyzet esetére” alapítani kell egy újabb légitársaságot, amelyet már a hivatalos védjegyjegyzékben is szerepeltetnek. 1958. szeptember 8-án létrejött az új keletnémet légitársaság, az Interflug, Gesellschaft für internationalen Flugverkehr mbH. A cég összesen kétmillió márka tőkéjéből 1,1 milliót a Lufthansa biztosított; az új cég vezetőjévé Arthur Piecket nevezték ki.
Mivel a nyugatnémet Lufthansa Belgrádban beperelte a céget, a keletnémet légitársaság nem válhatott az IATA tagjává (az ICAO-nak szintén nem lehetett a tagja, mivel ebben az időben sem az NDK-t, sem az NSZK-t nem vették még fel az ENSZ tagjai közé). Tekintve, hogy biztosnak tűnt a vereség a perben, megkezdődött a keletnémet Lufthansa felszámolása. 1963 júliusában a Német Szocialista Egységpárt Politbürója kijelentette, hogy a Lufthansa meg fog szűnni, mert nem jövedelmező két céget fenntartani, és a két céget az Interflug neve alatt egyesítik. A Lufthansa GmbH 1963. szeptember 1-jén szűnt meg, és alkalmazottait, flottáját és útvonalhálózatát átvette az Interflug.

## Úti célok

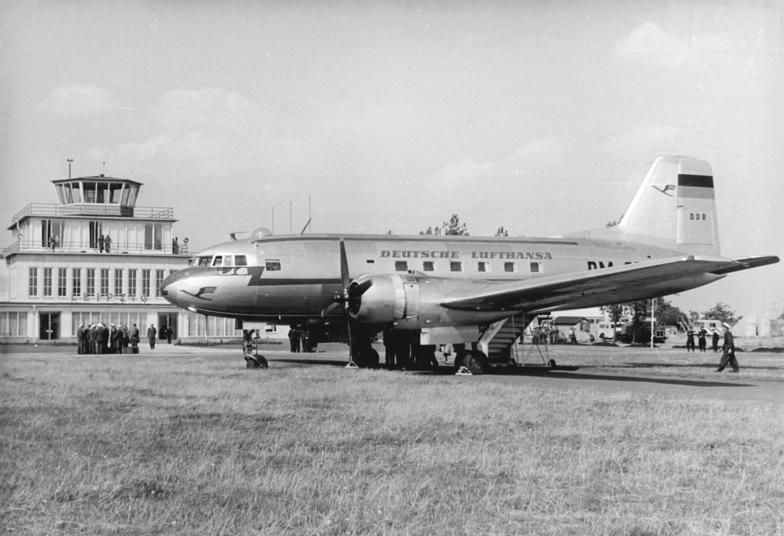
A Deutsche Lufthansa Il–14 gépe a Lipcse/Halle repülőtéren 1956-ban

A Deutsche Lufthansa a következő repülőterekre indított menetrend szerinti járatokat, DH légitársaság-kóddal:

## Fordítás
- Ez a szócikk részben vagy egészben  a   Deutsche Lufthansa (DDR) című német Wikipédia-szócikk ezen változatának fordításán alapul.  Az eredeti cikk szerkesztőit annak laptörténete sorolja fel. Ez a jelzés csupán a megfogalmazás eredetét és a szerzői jogokat jelzi, nem szolgál a cikkben szereplő információk forrásmegjelöléseként.
- Ez a szócikk részben vagy egészben  a   Deutsche Lufthansa (East Germany) című angol Wikipédia-szócikk ezen változatának fordításán alapul.  Az eredeti cikk szerkesztőit annak laptörténete sorolja fel. Ez a jelzés csupán a megfogalmazás eredetét és a szerzői jogokat jelzi, nem szolgál a cikkben szereplő információk forrásmegjelöléseként.